# بين شابمان
بين شابمان (بالإنجليزية: Ben Chapman)‏ (3 مايو 1991 بإنجلترا في المملكة المتحدة - ) هو لاعب كرة قدم إنجليزي وجزر العذراء البريطانية في مركز حراسة المرمى. لعب مع ليك تاون ‏.

## وصلات خارجية
- بين شابمان على موقع قاعدة بيانات كرة القدم.إي يو (الإنجليزية)
- بين شابمان على موقع ناشيونال فوتبول تيمز (الإنجليزية)